# Рашфолд (Минесота)
Рашфолд (енгл. Rushford) град је у америчкој савезној држави Минесота.

## Демографија
По попису из 2010. године број становника је 1.731, што је 35 (2,1%) становника више него 2000. године.
| Група             | 2000.         | 2010.         |
| Белци             | 1.679 (99,0%) | 1.701 (98,3%) |
| Афроамериканци    | 4 (0,2%)      | 0 (0,0%)      |
| Азијати           | 4 (0,2%)      | 5 (0,3%)      |
| Хиспаноамериканци | 5 (0,3%)      | 14 (0,8%)     |
| Укупно            | 1.696         | 1.731         |